# Claude Charles François Leblanc de Marnaval
Claude Charles François Leblanc de Marnaval est un maître de forges né en 1720 et mort le 7 avril 1803. Il a fait construire le château de Bouges à Bouges-le-Château.

## Biographie
La famille Leblanc est originaire de Saint-Dizier dans la Haute-Marne et possédait au XVIIIe siècle la terre et les forges du Buisson ainsi que le fief du Châtelier comprenant un haut fourneau. André Leblanc est assesseur en l'élection de Vitry-le-François et achète une charge de secrétaire du roi, dite vulgairement « savonnette à vilain », qui confère la noblesse héréditaire à ses descendants.
Son fils, Claude Leblanc, désigné comme « écuyer », est propriétaire des forges et hauts fourneaux de Marnaval. Le 2 mars 1734, il quitte la Champagne pour le Berry avec ses quatre enfants :
- Claude Marie François, dit Leblanc de Coings ;
- Marie Angélique qui épousa Louis Girard de Vasson, chevalier de l'ordre royal et militaire de Saint-Louis, dont postérité ;
- André, dit Leblanc de Logny, capitaine des chasses du duché de Berry ;
- Claude Charles François, dit Leblanc de Marnaval.

En 1735, il prend à bail l'exploitation des forges de Clavières (Indre) en formant une société avec de proches parents. Le bail est renouvelé en 1744 puis repris par son fils Leblanc de Marnaval en 1753. Les forges, dont l'activité est soutenue grâce à des marchés passés avec la Compagnie des Indes, lui permettent d'accumuler une grande fortune. Le bail de la forges est porté à dix-huit ans par le Conseil du Roi en 1771.
Son aisance est encore accrue par les revenus de la manufacture royale de draps installée dans le château du Parc à Châteauroux et qui produit du drap de laine destiné à l'habillement des armées. Créée en 1751 à l'instigation de Trudaine, intendant des finances, grâce à un privilège accordé par Louis XV à un tisserand originaire de Lodève, elle est dirigée par Leblanc de Marnaval de 1766 à 1774. Celui-ci dispose d'un correspondant à Paris, Joseph Joachim Méry.
En 1753, Leblanc de Marnaval a fait une alliance brillante en épousant Marie Anne Gaudard, fille de Pierre Gaudard, seigneur de La Verdine, trésorier de France au bureau des finances de Bourges et commissaire des ponts et chaussées de Berry. Ils ont une fille, Victoire Pauline qui épouse le 25 mars 1777 Louis François Hélion de Barbançois (1750-1780), officier au régiment Royal-Pologne, fils du marquis de Sarzay, dont la famille possède le château de Villegongis.

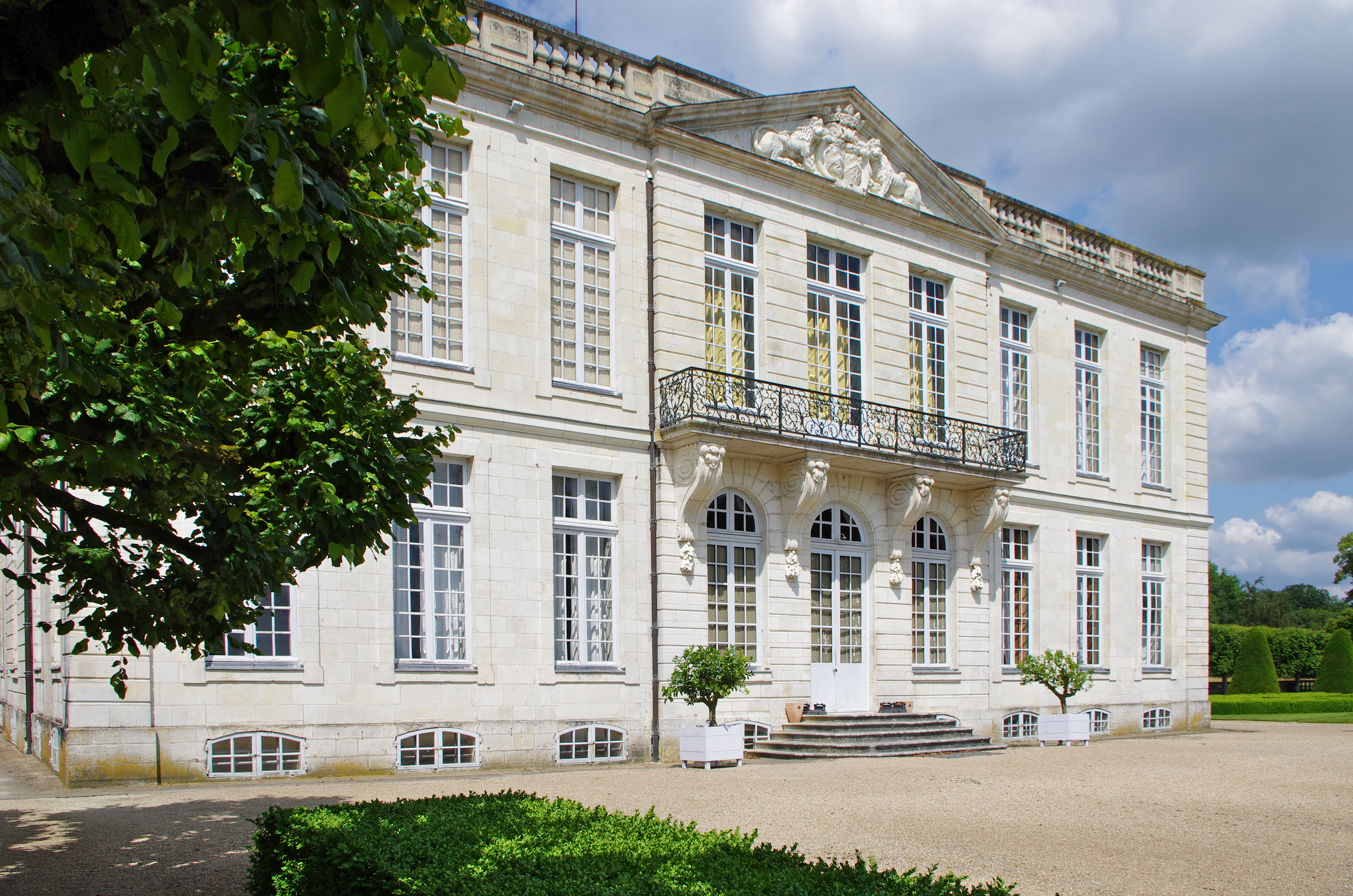
Le château de Bouges.

Leblanc de Marnaval achète en 1763 la terre de Bouges et, deux ans plus tard, il fait raser la maison forte qui s'y trouve et construire le château de Bouges dont le fronton porte ses armes et celles de son épouse. Les travaux sont menés rapidement puisque l'affiche de la vente de 1781 indique que « le château est bâti à neuf depuis dix ans ». Le 19 mars 1763, des lettres patentes confèrent à Marnaval d'autorisation d'exercer ses droits seigneuriaux de basse, moyenne et haute justice et celui-ci fait dresser à cette fin, l'année suivante, un plan terrier de son domaine en 28 planches par l'arpenteur François Bonnin.
Le propriétaire ne cesse d'effectuer des travaux et améliorations dans son domaine. En 1778, il procède à une transformation d'ampleur des toitures : c'est peut-être seulement à cette époque qu'elles sont réalisées à l'italienne. L'allée cavalière est tracée après échange de prés avec divers particuliers. Des orangers sont placés sur les terrasses. Une volière et une fabrique trouvent leur place dans le parc.
Marnaval est accusé de détournement de fonds et tombe sous le coup d'un arrêt du Conseil du 13 août 1773 qui le dessaisit sans indemnité de son bail de forges au profit de Jean François de Barandier Montmayeur, comte d'Esseville, qui obtient la concession du duché de Châteauroux et réclame une enquête sur les agissements de Marnaval, qui conclut que ce dernier sous-estimait les baux et s'enrichissait alors que les profits tirés des forges auraient pu être consacrés à la création d'un canal reliant l'Indre et le Cher à la Loire au niveau d'Orléans. Les manœuvres du comte d'Esseville ne tardent pas à être à leur tour dénoncées, le duché de Châteauroux réintègre le domaine de la Couronne en 1776 avant d'entrer dans l'apanage du comte d'Artois. Mais il est trop tard pour Leblanc de Marnaval qui doit se déclarer en faillite en 1778. Il est placé sous tutelle du syndic de ses créanciers qui le dessaisit du bail de la manufacture de draps de Châteauroux et le contraint à vendre la terre de Bouges, le 11 avril 1779 « avec tous les bâtiments, basse-cour y contiguë, l'orangerie, jardin, parc, terrasses, avenues et autres dépendances », ainsi que les ornements et le mobilier dont 20 000 livres de glaces. Son frère, Leblanc de Logny, la remet contre 516 000 livres à Jean François, marquis de Rochedragon, colonel d'infanterie, qui n'en disposera qu'à partir de 1781.
Sa femme, installée à Bourges est reconnue séparée de biens par un acte du 16 février 1781, et portée au premier rang des créanciers dont l'assemblée comprend aussi ses deux frères, Leblanc de Coings et Leblanc de Logny, ainsi que son gendre, Charles Hélion de Barbançois, qui décède en 1780. Ruiné, Marnaval s'installe dans la paroisse de Saint-Denis à Châteauroux. À l'issue des ventes ordonnées par le syndic, il ne conserve que les dépendances de Balzence, Rouvres et Baudres avec les revenus afférents et une pension de 2 000 livres. Il se retire alors sur la métairie de Boisseloup sur la commune de Baudres, jusqu'à sa mort, le 7 avril 1803.